# Madonna Wayne Gacy
 (décembre 2015).
Si vous disposez d'ouvrages ou d'articles de référence ou si vous connaissez des sites web de qualité traitant du thème abordé ici, merci de compléter l'article en donnant les références utiles à sa vérifiabilité et en les liant à la section « Notes et références ».
Madonna Wayne Gacy est le nom d'artiste de Stephen Gregory Bier Jr. (né le 6 mars 1964, à Fort Lauderdale en Floride, d'un père juif et d'une mère catholique) qui est le claviériste du groupe Marilyn Manson de 1990 (remplaçant Zsa Zsa Speck) à 2007. Ce nom est constitué du nom de la chanteuse de pop Madonna et du tueur en série John Wayne Gacy. On le surnomme également « Pogo » qui est le nom du clown qu'incarnait ce tueur en série.
En 1996, il participe avec Nine Inch Nails à l'enregistrement d'un morceau de la bande-son du film Lost Highway de David Lynch.
Il est mis de côté pour la tournée Eat Me, Drink Me (remplacé par Chris Vrenna) et fut longtemps en procès avec Manson à la suite de différends financiers. Le chanteur le qualifiera comme « … un génie trop fou pour utiliser son intelligence de manière constructive ».
Outre le clavier, duquel il ne joue pas avant de rejoindre le groupe (on dit d'ailleurs qu'il a mis moins de temps à apprendre à jouer du clavier qu'à rassembler assez d'argent pour se l'offrir), il a également joué du piano, du saxophone ou la batterie pour Marilyn Manson.
Il est en grande partie à l'origine des ambiances sonores et de l'utilisation de la Kabbale et de la numérologie dans la musique du groupe. Fasciné par ce qui concerne l'Allemagne et la Seconde Guerre mondiale, il portait un costume proche de l'uniforme allemand lors de la tournée Dead to the World.
De 2010 à 2017, il officie aux claviers et au chant au sein du groupe MMII, formé avec son ami Brian Diemar.